# Laurence Olivier Awards 1977
Die 2. Laurence Olivier Awards 1977 wurden in London vergeben. Ausgezeichnet wurden Produktionen der Theatersaison 1976/77.

## Hintergrund
Der Laurence Olivier Award (auch Olivier Award) ist ein seit 1976 jährlich vergebener britischer Theater- und Musicalpreis. Er gilt als höchste Auszeichnung im britischen Theater und ist vergleichbar mit dem Tony Award am amerikanischen Broadway. Verliehen wird die Auszeichnung von der Society of London Theatre. Ausgezeichnet werden herausragende Darsteller und Produktionen einer Theatersaison, die im Londoner West End zu sehen waren. Die Auszeichnungen hießen zunächst Society of West End Theatre Awards und wurden 1985 zu Ehren des renommierten britischen Schauspielers Laurence Olivier in Laurence Olivier Awards umbenannt. Die Nominierten und Gewinner der Laurence Olivier Awards „werden jedes Jahr von einer Gruppe angesehener Theaterfachleute, Theaterkoryphäen und Mitgliedern des Publikums ausgewählt, die wegen ihrer Leidenschaft für das Londoner Theater“ bekannt sind.

## Gewinner und Nominierte
| Bestes neues Theaterstück | Bestes neues Musical |
| --- | --- |
| - The Fire That Consumes von Henry de Montherlant – Mermaid Theatre - Cause Célèbre von Terence Rattigan – Mayfair Theatre - Dusa, Fish, Stas and Vi von Pam Gems – Royal National Theatre - State of Revolution von Robert Bolt – Royal National Theatre | - The Comedy of Errors – Royal Shakespeare Company im Aldwych Theatre - Bubbling Brown Sugar – Royalty Theatre - I Love My Wife – Prince of Wales Theatre - Something’s Afoot – Ambassadors Theatre |
| Beste neue Comedy | |
| - Privates on Parade von Peter Nichols – Royal Shakespeare Company im Aldwych Theatre - Bedroom Farce von Alan Ayckbourn – Royal National Theatre - Once a Catholic by Mary O’Malley – Royal Court Theatre / Wyndham’s Theatre - The Kingfisher by William Douglas-Home – Lyric Theatre                                                                       | |
| Darsteller des Jahres Wiederaufnahme | Darstellerin des Jahres Wiederaufnahme |
| - Ian McKellen als Karsten Bernick in Pillars of the Community – Royal Shakespeare Company im Aldwych Theatre - Alan Howard als Jack Rover in Wild Oats – Royal Shakespeare Company im Aldwych Theatre - Derek Jacobi als Prinz Hamlet in Hamlet – Old Vic Theatre - Donald Sinden als König Lear in King Lear – Royal Shakespeare Company im Aldwych Theatre | - Judi Dench als Lady Macbeth in Macbeth – Royal Shakespeare Company im Aldwych Theatre - Francesca Annis als Cressida in Troilus and Cressida – Royal Shakespeare Company im Aldwych Theatre - Susan Fleetwood als Nora Clitheroe in The Plough and the Stars – Royal National Theatre - Janet Suzman als Hedda Gabler Tesman in Hedda Gabler – Duke of York’s Theatre |
| Darsteller des Jahres Theaterstück | Darstellerin des Jahres Theaterstück |
| - Michael Bryant als Vladimir Lenin in State of Revolution – Royal National Theatre - Colin Blakely als Dennis in Just between Ourselves – Queen’s Theatre - Alec Guinness as Hilary in The Old Country – Queen’s Theatre - Ralph Richardson als The Author in The Kingfisher – Lyric Theatre                                                                 | - Alison Fiske als Fish in Dusa, Fish, Stas and Vi – Mayfair Theatre - Glenda Jackson als Stevie Smith in Stevie – Vaudeville Theatre - Glynis Johns als Alma Rattenbury in Cause Célèbre – Her Majesty’s Theatre - Rosemary Leach als Vera in Just between Ourselves – Queen’s Theatre                                                                                 |
| Beste Musical-Darbietung | |
| - Anna Sharkey als Maggie Wylie in Maggie – Shaftesbury Theatre - Charles Augins als Darsteller in Bubbling Brown Sugar – Royalty Theatre - Helen Glezer als Darsteller in Bubbling Brown Sugar – Royalty Theatre - Wayne Sleep als Oblio in The Point! – Mermaid Theatre                                                                                     | |
| Beste Comedy-Darbietung | |
| - Denis Quilley als Terri Dennis in Privates on Parade – Royal Shakespeare Company im Aldwych Theatre - Jane Carr als Mary Mooney in Once a Catholic – Royal Court Theatre / Wyndham’s Theatre - Joan Hickson als Delia in Bedroom Farce – Royal National Theatre - Leslie Phillips in Sextet – Criterion Theatre                                             | |
| Bester Nebendarsteller Theaterstück | Beste Nebendarstellerin Theaterstück |
| - Nigel Hawthorne als Major Giles Flack in Privates on Parade – Royal Shakespeare Company im Aldwych Theatre - Michael Pennington als Mercutio in Romeo and Juliet – Royal Shakespeare Company im Aldwych Theatre - Paul Rogers als Henry Huxtable in The Madras House – National Theatre - Patrick Ryecart als Eugene Marchbanks in Candida – Albery Theatre | - Mona Washbourne als Aunt in Stevie – Vaudeville Theatre - Constance Chapman als Marjorie in Just between Ourselves – Queen’s Theatre - Anna Manahan als Bessie Burgess in The Plough and the Stars – National Theatre - Elizabeth Spriggs als Lady Would-Be in Volpone – National Theatre                                                                             |
| Beste Regie | |
| - Clifford Williams für Wild Oats – Royal Shakespeare Company im Aldwych Theatre - Michael Blakemore für Privates on Parade – Royal Shakespeare Company im Aldwych Theatre - Bernard Miles für The Fire That Consumes – Mermaid Theatre - Trevor Nunn für Macbeth – Royal Shakespeare Company im Donmar Warehouse                                             | |
| Bestes Bühnenbild | |
| - John Napier für King Lear – Royal Shakespeare Company im Aldwych Theatre - John Bury für Volpone – National Theatre - Tazeena Firth und Timothy O’Brien für Tales from the Vienna Woods – National Theatre - Ralph Koltai für Rosmersholm – Theatre Royal Haymarket                                                                                         | |
| Herausragende Leistungen Ballett | |
| - Romeo and Juliet, London Festival Ballet – London Coliseum - Maurice Béjart, Ballet of the 20th Century – London Coliseum - The Sleeping Beauty, The Royal Ballet – Royal Opera House - Rudolf Nurejew für Choreografie und Leistung in Nureyev and Friends – London Coliseum                                                                               | |
| Herausragende Leistungen Oper | |
| - Don Giovanni, Glyndebourne Festival Opera – Royal National Theatre - The Ice Break, The Royal Opera – Royal Opera House - Toussaint, English National Opera – London Coliseum - Werther, English National Opera – London Coliseum | |

## Sonderpreise
| Kategorie                         | Preisträger                                     |
| --------------------------------- | ----------------------------------------------- |
| Sonderpreis der Society of London | Harry Loman, Bühnenpförtner – Criterion Theatre |

## Statistik

### Mehrfache Nominierungen
- 4 Nominierungen: Privates on Parade
- 3 Nominierungen: Bubbling Brown Sugar und Just between Ourselves
- 2 Nominierungen: Bedroom Farce, Cause Célèbre, Dusa, Fish, Stas and Vi, King Lear, Macbeth, Once a Catholic , State of Revolution, Stevie, The Fire That Consumes, The Kingfisher, The Plough and the Stars, Volpone und Wild Oats

### Mehrfache Gewinne
- 2 Gewinne: Privates on Parade